# Шакиров, Джура Рахмонович
Джура Рахмонович Шакиров — таджикистанский политический деятель, заместитель председателя Совета Министров РТ (1992—1994).

## Биография
Родился 22.12.1941 в с. Исписар Ленинабадского (Ходжентского) района в семье служащего.
Член КПСС с 1966 года.
Окончил педагогическое училище (1963), Таджикский государственный университет (1972) и Ташкентскую высшую партийную школу (1982).
В 1963—1966 годах служил в Советской Армии.
Трудовая деятельность:
- 1966—1967 учитель школы № 16 Ходжентского района;
- 1967—1972 инструктор, заведующий орготделом Кайраккумского горкома КП Таджикистана;
- 1972—1976 инструктор отдела оргпартработы Ленинабадского обкома КП Таджикистана;
- 1976—1978 председатель Кайраккумского горисполкома;
- 1978—1981 зам. председателя Ленинабадского облисполкома, председатель областной плановой комиссии;
- 1981—1985 первый секретарь Ходжентского райкома КП Таджикистана;
- 1985—1989 первый зам. председателя Ленинабадского облисполкома;
- 1990—1992 председатель Ленинабадского облисполкома;
- 1992—1994 заместитель председателя Совета Министров Таджикистана;
- 1994—1997 председатель хукумата г. Чкаловск.

Награждён орденом «Знак Почёта». Избирался депутатом Верховного Совета Таджикской ССР, членом ЦК КП Таджикистана.